# Мочалов, Николай Михайлович
Николай Михайлович Мочалов — советский хозяйственный, государственный и политический деятель, Герой Социалистического Труда.

## Биография
Родился 18 марта 1937 года в селе Просянка. Член КПСС.
С 1958 года — на хозяйственной, общественной и политической работе. В 1958—1997 гг. — колхозник, агроном, заведующий производственным участком, главный агроном колхоза «Комсомолец» Александровского района Ставропольского края.
Указом Президиума Верховного Совета СССР от 8 апреля 1971 года за выдающиеся успехи, достигнутые в развитии сельскохозяйственного производства и выполнении пятилетнего плана продажи государству продуктов земледелия, присвоено звание Героя Социалистического Труда с вручением ордена Ленина и золотой медали «Серп и Молот».
Делегат XXIV съезда КПСС.
Умер в селе Калиновское Александровского района 1 декабря 2016 года.